# Meyer Turku
Meyer Turku Oy (ранее Masa Yards, Aker Yards Oy, STX Finland Oy) — судостроительное предприятие в Финляндии, владеющее крупнейшей финляндской верфью в Перно (Турку). С 2014 года является дочерней компанией Meyer Werft. Компания построила самые крупные в мире круизные суда Freedom of the Seas (2006), Liberty of the Seas (2007), Independence of the Seas (2008), Oasis of the Seas (2009) и Allure of the Seas (2010).

## История
Крупнейшая судостроительная компания Финляндии ведёт свою историю от действовавших на территории Старой верфи Або (Турку) компаний Vulcan (основана в 1898 году) и Crichton (основана в 1914 году). В 1924 году они объединились в компанию Crichton-Vulcan.
В 1928 году право владения Crichton-Vulcan, ставшей крупнейшей финляндской верфью, перешло к компании Kone- ja Siltarakennus, владевшей также верфью в Хиенталахти (Хельсинки). В 1935 году Kone- ja Siltarakennus была инкорпорирована в состав металлургической корпорации Wärtsilä, к которой перешла и верфь Crichton-Vulcan. В 1965 году Crichton-Vulcan была переименована в Wärtsilä Turku Shipyard (фин. Wärtsilä Turun Telakka).
К началу 1970-х территория Старой верфи Турку в устье реки Аура оказалась окружена городской застройкой и было принято решение перенести верфь за пределы города. В 1975 году началось строительство новой верфи в пригороде Турку — Перно, куда постепенно были перенесены все судостроительные работы. В 1987 году корпорации Wärtsilä и Valmet объединили свои судостроительные производства (верфи в Перно, Хельсинки и Раума), для чего была образована совместная компания Wärtsilä Marine (фин. Wärtsilä Meriteollisuus), которая из-за кризиса в финляндском судостроении обанкротилась в октябре 1989 года.
7 ноября 1989 года на месте обанкротившейся Wärtsilä Marine была образована новая компания Masa-Yards, собственниками которой стали государство, банк Suomen Yhdyspankki и компании — заказчики судов, находившихся в это время на стадии строительства на верфях в Хельсинки и Перно. В 1991 году основным владельцем акций стала норвежская компания Kværner, после чего Masa-Yards была переименована в Kværner Masa-Yards. Для оперирования верфью Раума в 1991 году была образована компания Finnyards, владельцем которой вскоре стала норвежская компания Aker.
В 2001 году Aker поглотила Kværner, вследствие чего в 2005 году Kværner Masa-Yards и Finnyards были объединены в Aker Finnyards, переименованную 7 июня 2006 года в Aker Yards. В 2008 году корейский судостроительный гигант STX Corporation выкупил Aker Yards, вскоре переименованную в STX Finland.
Мировой финансовый кризис конца 2000-х отразился и на финляндском судостроении. К 2012 году STX Finland оказался в тяжёлом экономическом положении. После того, как правительство отказало в помощи, STX перевёл новые заказы из Финляндии во Францию (верфь Сен-Назер). Верфь в Раума в январе 2014 года была продана городским властям, а верфь в Хельсинки в декабре 2014 года была выкуплена российской Объединённой судостроительной корпорацией (владевшей до этого половиной акций верфи).
В результате секретных переговоров правительства Финляндии и немецкой судостроительной компании Meyer Werft основной актив STX Finland — верфь в Перно (Турку), в августе 2014 года был продан немцам и с этого времени находится в управлении Meyer Turku.
Верфь в Турку имеет площадь 144 га, является крупнейшей и самой современной в Европе. Новый строительный док имеет размеры 365x80 м. Здесь осуществляется, как правило, строительство огромных круизных судов класса Post-Panamax.

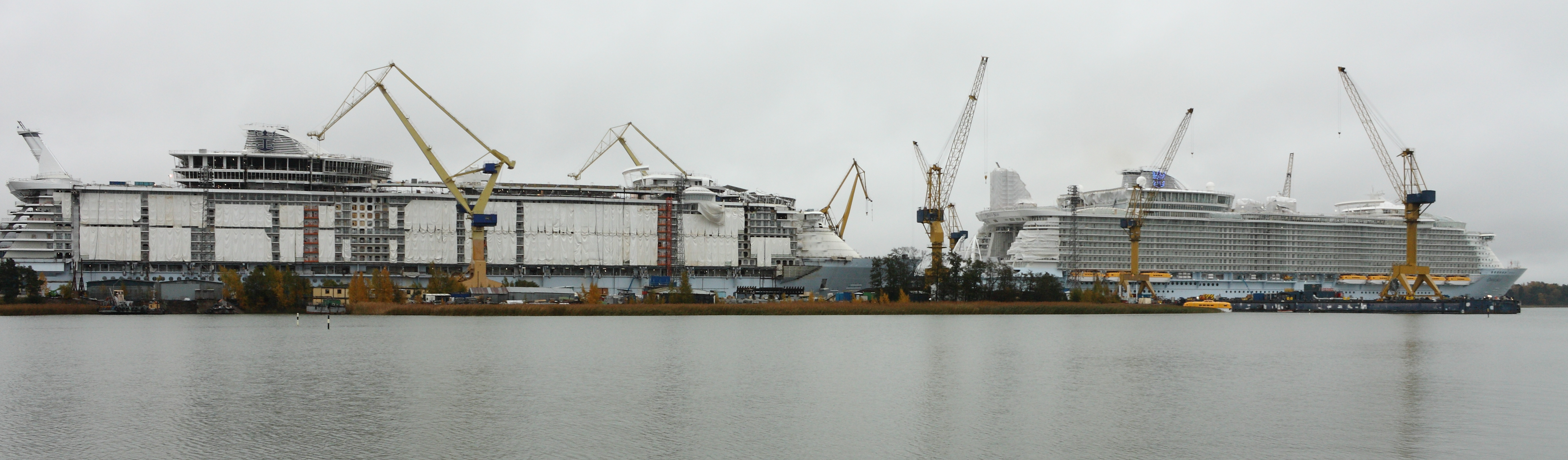
Allure of the Seas (слева) ещё строится, а Oasis of the Seas уже почти готов

## Выпущенные суда
- Ilmatar (Wärtsilä, Хельсинки 1964) для Finland Steamship Company
- Finnhansa (Wärtsilä, Хельсинки 1966) для Finnlines
- Finnpartner (Wärtsilä, Хельсинки 1966) для Finnlines
- Finlandia (1967) (Wärtsilä, Хельсинки 1967) для Finland Steamship Company
- Finncarrier (Wärtsilä Marine, Турку 1969) для Finnlines
- Song of Norway (Wärtsilä, Хельсинки 1970) для Royal Caribbean Cruise Line
- Nordic Prince (Wärtsilä Marine, Турку 1971) для Royal Caribbean Cruise Line
- Белоруссия (Wärtsilä Marine, Турку 1975) для Черноморского морского пароходства
- Грузия (Wärtsilä Marine, Турку 1975) для Черноморского морского пароходства
- Азербайджан (Wärtsilä Marine, Турку 1975) для Черноморского морского пароходства
- Казахстан (Wärtsilä Marine, Турку 1976) для Черноморского морского пароходства
- Карелия (Wärtsilä Marine, Турку 1976) для Черноморского морского пароходства
- GTS Finnjet (Wärtsilä Marine, Хельсинки 1977) для Finnlines
- Turella (Wärtsilä Marine, Турку 1979) для SF Line (Viking Line)
- Rosella (Wärtsilä Marine, Турку 1980) для SF Line (Viking Line)
- Viking Saga (Wärtsilä Marine, Хельсинки 1980) для Rederi Ab Sally (Viking Line)
- Viking Song (Wärtsilä Marine, Хельсинки 1980) для Rederi Ab Sally (Viking Line)
- Finlandia (Wärtsilä Marine, Турку 1981) для Effoa (Silja Line)
- Silvia Regina (Wärtsilä Marine, Турку 1981) для Rederi AB Svea (Silja Line)
- Svea (Wärtsilä Marine, Хельсинки 1985) для Johnson Line (Silja Line)
- Mariella (Wärtsilä Marine, Турку 1985) для SF Line (Viking Line)
- Olympia (Wärtsilä Marine, Турку 1986) для Rederi AB Slite (Viking Line)
- Wellamo (Wärtsilä Marine, Хельсинки 1986) для Effoa (Silja Line)
- Athena (Wärtsilä Marine, Турку 1989) для Rederi AB Slite (Viking Line)
- Cinderella (Wärtsilä Marine, Турку 1989) для SF Line (Viking Line)
- Круизные суда класса Fantasy (Masa Yards, Хельсинки)
- Kalypso (Masa Yards, Турку 1990) для Rederi AB Slite (Viking Line)
- Silja Serenade (Masa Yards, Турку 1990) для Silja Line
- Silja Symphony (Masa Yards, Турку 1991) для Silja Line
- Barfleur (Kvaerner Masa Yard, Турку 1992) для Brittany Ferries Truckline
- Normandie (Kvaerner Masa Yard, Хельсинки 1992) для Brittany Ferries
- Nils Dacke (Aker Finnyards, Раума 1995) для TT-Line
- Robin Hood (Aker Finnyards, Раума 1995) для TT-Line
- Crystal Symphony (Kvaerner Masa Yards, Турку 1995) для Crystal Cruises
- Vision Class Cruise Ships (Kvaerner Masa Yards, Турку)
  - Grandeur of the Seas (1996) для Royal Caribbean International
  - Enchantment of the Seas (1997) для Royal Caribbean International
- Класс HSS 1500 (High-speed Sea Service)
  - HSC Stena Explorer (1996) для Stena Line
  - HSC Stena Voyager (1996) для Stena Line
  - HSC Stena Discovery (1997) для Stena Line
- Superfast III и Superfast IV (Kvaerner Masa Yards, Турку 1998) для Superfast Ferries
- Круизные суда класса Voyager
  - Voyager of the Seas (1999) для Royal Caribbean International
  - Explorer of the Seas (2000) для Royal Caribbean International
  - Adventure of the Seas (2001) для Royal Caribbean International
  - Navigator of the Seas (2002) для Royal Caribbean International
  - Mariner of the Seas (2003) для Royal Caribbean International
- Europa (1999) (Kvaerner Masa Yards, Хельсинки 1999) для Hapag-Lloyd Cruises
- Ulysses (Aker Finnyards, Раума 2001) для Irish Ferries
- SeaFrance Rodin (Aker Finnyards, Раума 2001) для SeaFrance
- Romantika (паром) (Aker Finnyards, Раума 2002) для Tallink
- Hjaltland, Hrossey и Hamnavoe (Aker Finnyards, Раума 2002) для NorthLink Ferries
- Круизные суда класса Spirit (Kvaerner Masa Yard, Хельсинки)
  - Costa Atlantica (2000) для Costa Crociere
  - Carnival Spirit (2001) для Carnival Cruise Lines
  - Carnival Pride (2001) для Carnival Cruise Lines
  - Carnival Legend (2002) для Carnival Cruise Lines
  - Costa Mediterranea (2003) для Costa Crociere
  - Carnival Miracle (2004) для Carnival Cruise Lines
- Victoria I (паром) (Aker Finnyards, Раума 2004) для Tallink
- Color Fantasy (Kvaerner Masa Yard, Турку 2004) для Color Line
- Birka Paradise (Aker Finnyards, Раума 2004) для Birka Line
- Galaxy (паром) (Aker Finnyards, Раума 2006) для Tallink
- Круизные суда класса Freedom (Aker Yards, Турку)
  - Freedom of the Seas (2006) для Royal Caribbean International
  - Liberty of the Seas (2007) для Royal Caribbean International
  - Independence of the Seas поставлен в апреле 2008 в Royal Caribbean International
- Star (паром) (Aker Yards, Хельсинки 2007) для Tallink
- Color Magic (Aker Yards, Раума 2007) для Color Line
- Cotentin (Aker Yards, Хельсинки 2007) для Brittany Ferries
- Viking XPRS (Aker Yards, Хельсинки 2008) для Viking Line
- Baltic Princess (Aker Yards, Хельсинки 2008) для Tallink
- Baltic Queen (STX Europe, Раума 2009) для Tallink
- Круизные суда класса Oasis
  - Oasis of the Seas (STX Europe, Турку 2009) для Royal Caribbean International
  - Allure of the Seas (STX Europe, Турку 2010) для Royal Caribbean International
- Mein Schiff 3 (STX Finland, Турку 2014) для TUI Cruises
- Mein Schiff 4 (STX Finland/Meyer Turku, Турку 2015) для TUI Cruises
- Mein Schiff 5 (Meyer Turku, Турку 2016) для TUI Cruises
- Megastar (Meyer Turku, Турку 2017) для Tallink
- Mein Schiff 6 (Meyer Turku, Турку 2017) для TUI Cruises
- Mein Schiff 1 (Meyer Turku, Турку 2018) для TUI Cruises
- Mein Schiff 2 (Meyer Turku, Турку 2018) для TUI Cruises
- Costa Smeralda (Meyer Turku, Турку 2019) для Costa Cruises

### построен
- Carnival Mardi Gras (Meyer Turku, Турку 2020) для Carnival Cruise Lines
- Costa Toscana (Meyer Turku, Турку 2021) для Costa Cruises

### В планах
- круизный лайнер класса XL для Carnival Cruise Lines (2022)
- Mein Schiff 7 для TUI Cruises (2023)
- Icon of the Seas для Royal Caribbean Int. (2024)
- круизный лайнер класса Icon для Royal Caribbean Int. (2025)
- круизный лайнер класса Icon для Royal Caribbean Int. (2026)

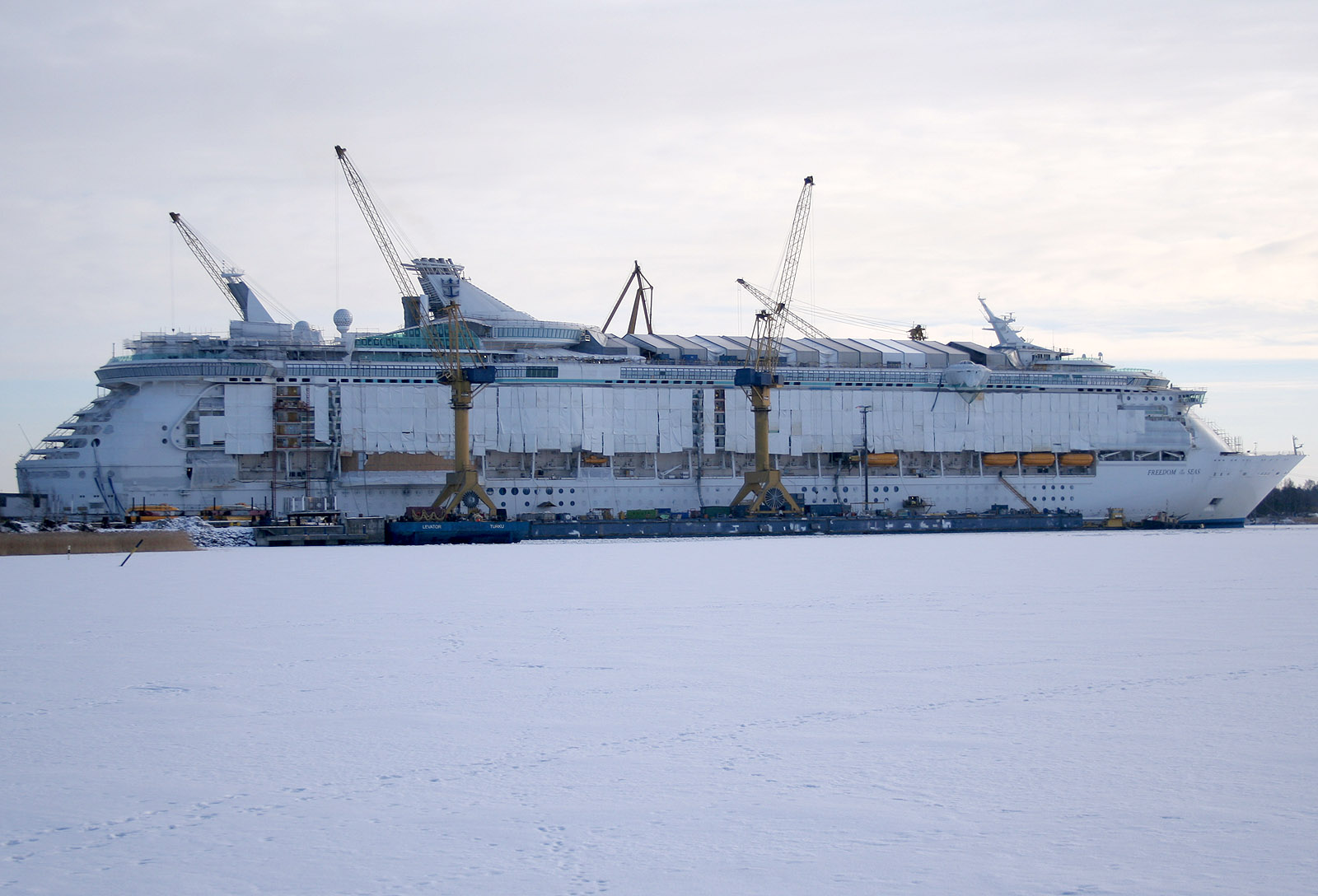
Freedom of the Seas на верфи в Перно (район Турку)
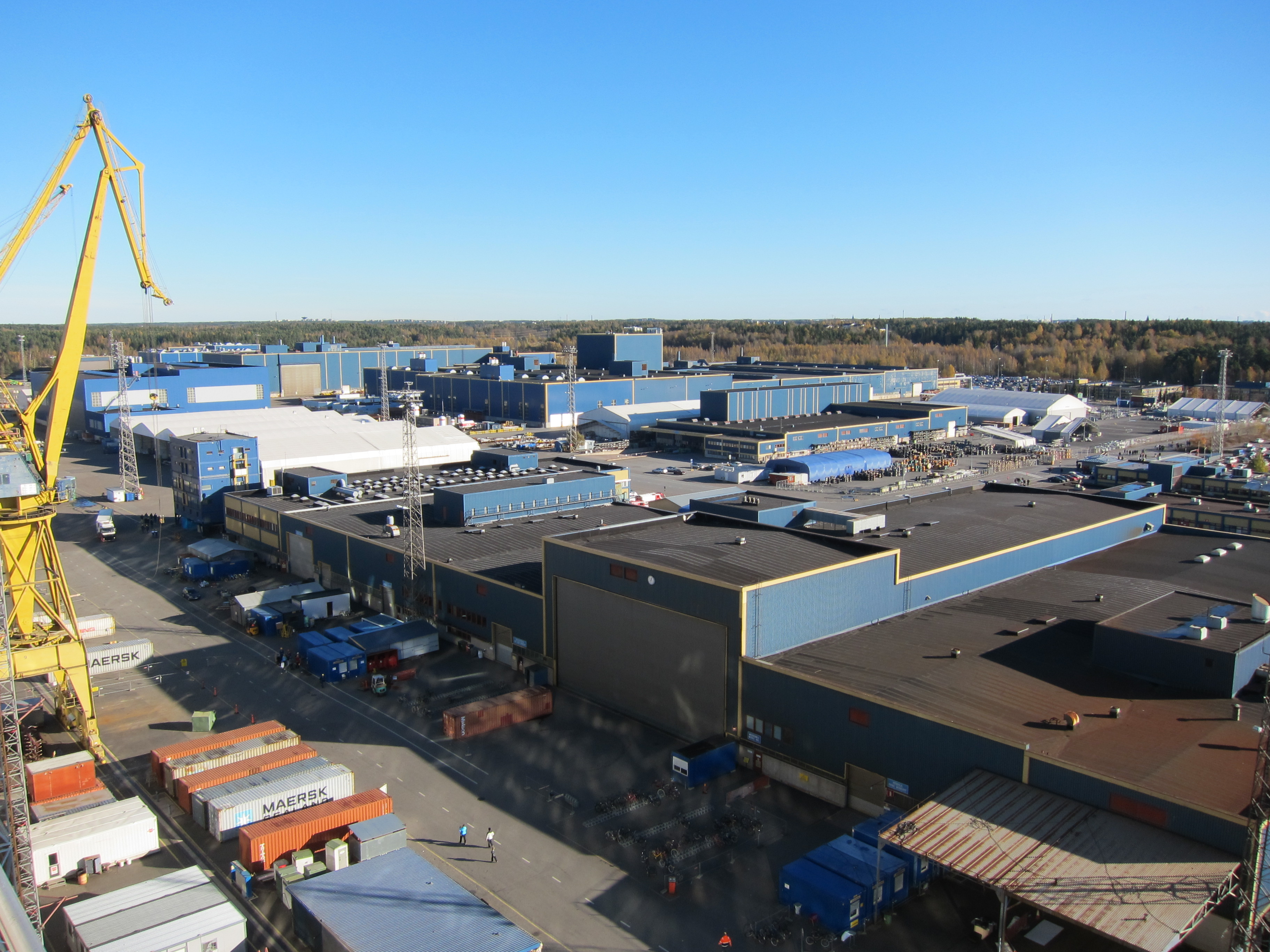
Вид на Перноскую верфь в Турку со строящимся судном Allure of the Seas
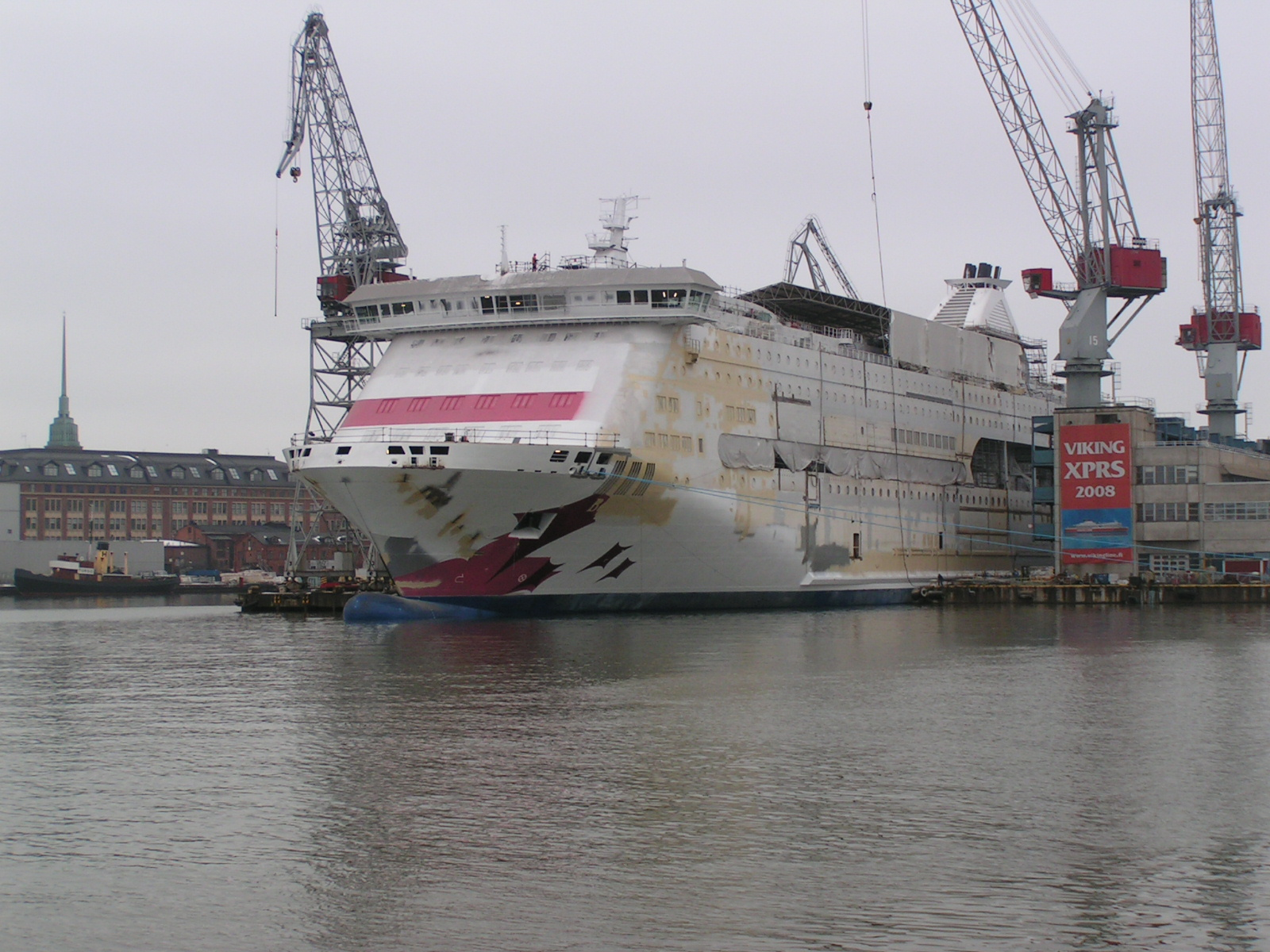
Строительство Baltic Princess на верфи в Хельсинки в марте 2008
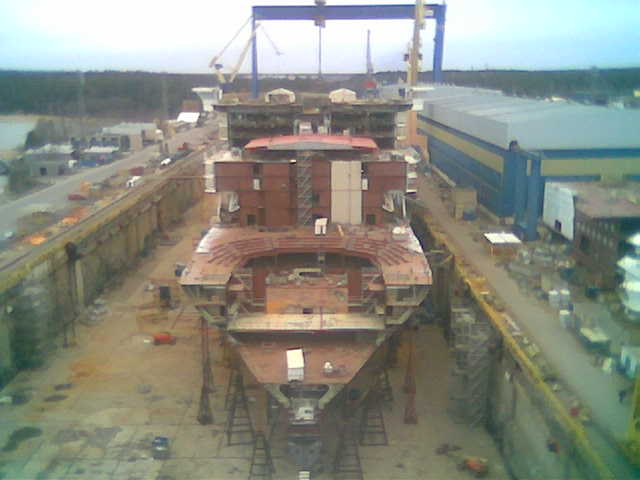
Independence of the Seas 4 апреля 2007 года
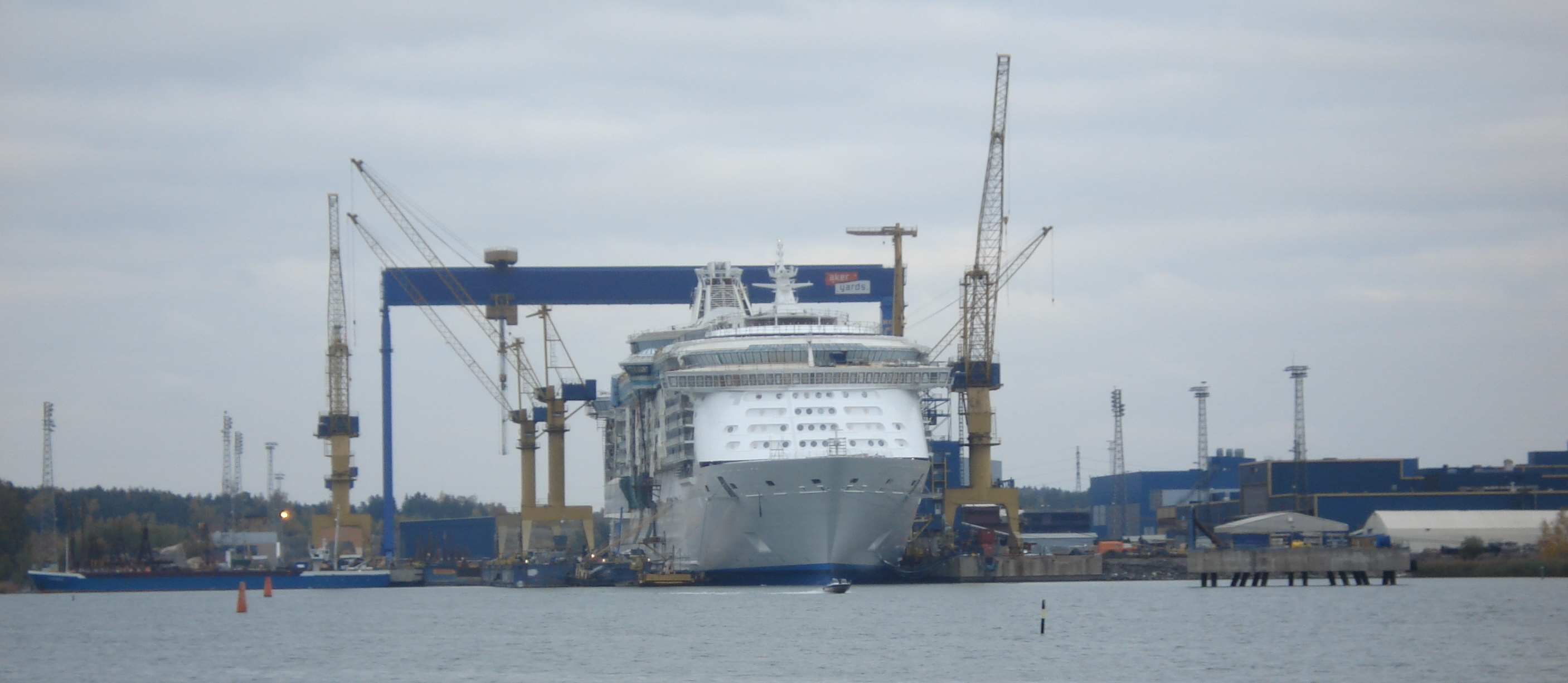
Independence of the Seas на верфи в Турку 6 октября 2007 года
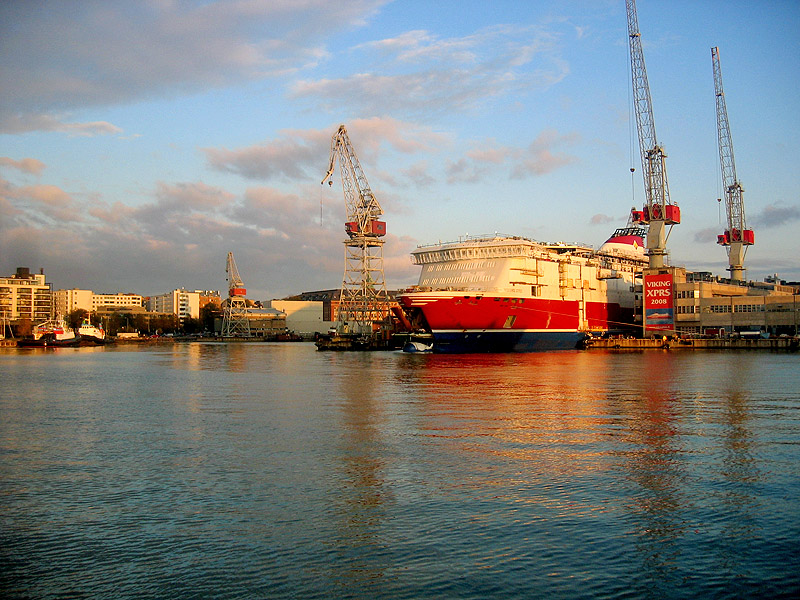
Viking XPRS на верфи в Хельсинки
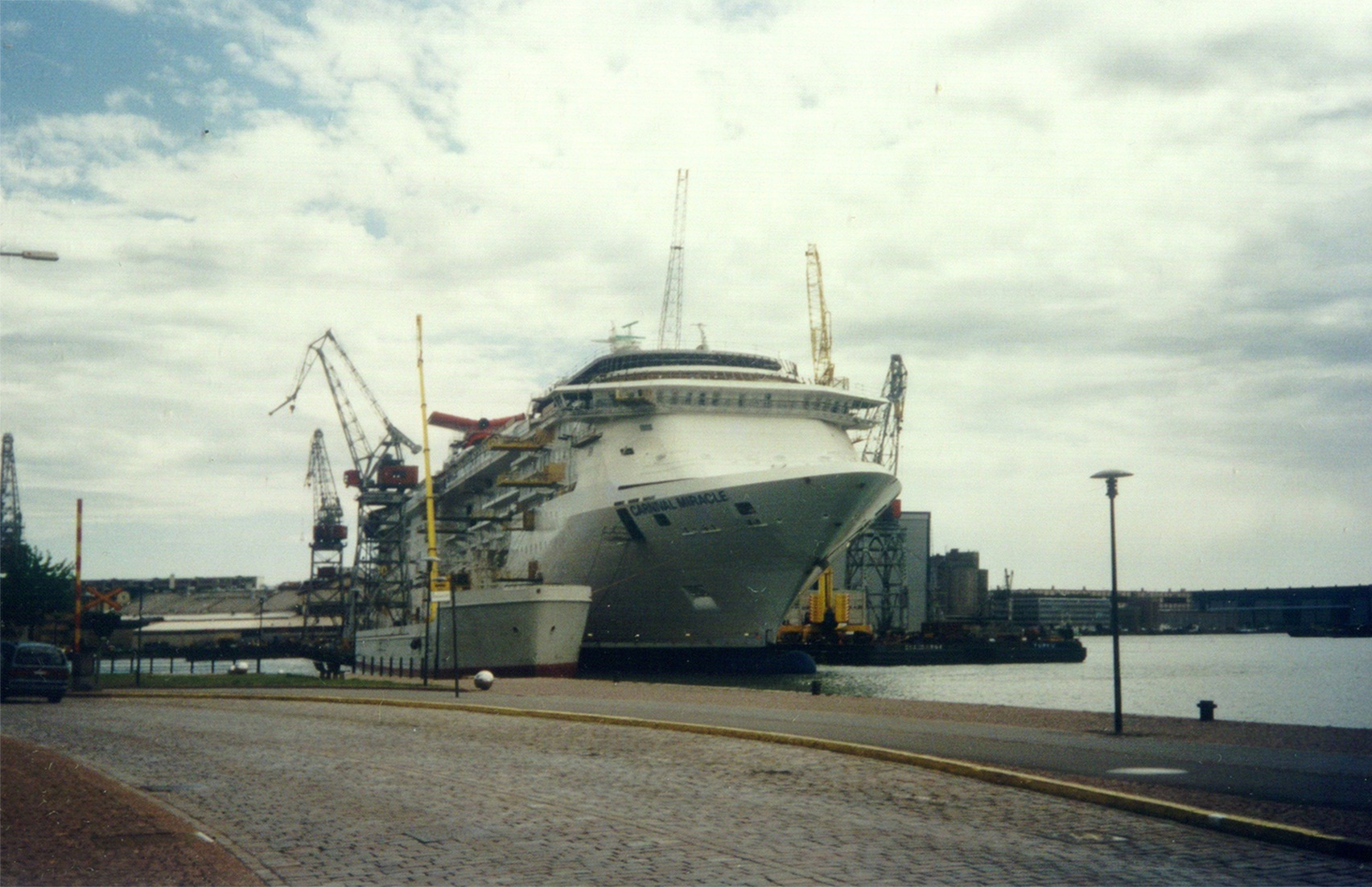
Carnival Miracle на Хельсинкской верфи Kvaerner Masa-Yards 16 июня 2003 года